# Bactriola
Bactriola es un género de escarabajos longicornios de la subfamilia Lamiinae. Fue descrito por Henry Walter Bates en 1885.

## Especies
- Bactriola achira Galileo y Martins, 2008
- Bactriola antennata Galileo y Martins, 2008
- Bactriola circumdata Martins y Galileo, 1992
- Bactriola falsa Martins y Galileo, 1992
- Bactriola maculata Martins y Galileo, 1992
- Bactriola minuscula Fontes y Martins, 1977
- Bactriola paupercula Bates, 1885
- Bactriola vittulata Bates, 1885